# Marcie Johnson
Marcie Johnson ou Marcie Carlin ou Marcie  est un personnage du comic strip Peanuts de Charles Schulz. Elle est gentille et intellectuelle. Elle a fait sa première apparition officielle le 20 juillet 1971.

## Histoire
Marcie est apparue pour la première fois dans un camp d'été. L'amitié entre Marcie et Peppermint Patty a débuté lorsque cette dernière se fait appeler « monsieur » par Marcie. Marcie est une intellectuelle et un rat de bibliothèque ce qui fait un parfait contraste avec son amie Peppermint Patty, qui est une élève dissipée. Elle a aussi un talent pour le patin à glace et la musique. Elle ne déteste pas le sport, elle admire le succès de Billie Jean King, mais ses connaissances en sport sont limitées et elle semble avoir du mal à en comprendre les règles. Malgré son intelligence, elle peut être naïve et maladroite comme dans It's the Easter Beagle, Charlie Brown. Marcie est le personnage qui fait réaliser à Peppermint Patty que Snoopy n'est pas un petit garçon mais un beagle. Même s'il arrive à Marcie de s'énerver, elle est de loin la plus gentille de tous les personnages de Peanuts. Dans plusieurs strips, elle montre qu'elle est amoureuse de Charlie Brown.

## Apparence
Marcie a des cheveux courts et noirs. Elle porte toujours un jean et un t-shirt. Elle porte de grosses lunettes qui nous empêchent de voir ses yeux, qui sont montrés très rarement. Dans les adaptations animées, ses habits sont rouges.

## Famille
Marcie révèle que ses parents lui mettent trop la pression, qu'ils ne s'occupent que de ses résultats et ses performances scolaires. Elle révèle aussi que ses parents ont déjà choisi une université pour elle. Sa mère s'occupe de la conception d'une autoroute, et son père est ingénieur. Son cousin Maynard apparaît lui aussi.